# Brajlovići (Foča-Ustikolina, BiH)
Brajlovići su naseljeno mjesto u općini Foči-Ustikolini, Federacija BiH, BiH. Godine 1950. pripojeni su Zebinoj Šumi (Sl.list NRBiH, br.10/50). Nalaze se zapadno od Drine. Jugozapadno su Njuhe, istočno je Zebina Šuma, Mrđelići su jugoistočno.
Uz naselja Njuhe, Zebina Šuma, Mrđeliće, Milakovac i Odžak nalaze se u MZ Ustikolini.